# Gregorio XV
Gregorio XV (Bolonia, 9 de enero de 1554-Roma, 8 de julio de 1623) fue el papa 234.º de la Iglesia católica, entre 1621 y 1623.

## Orígenes y formación
Nacido Alessandro Ludovisi en el seno de una noble familia, estudió humanidades y filosofía con los jesuitas en el Colegio Romano de Roma, y jurisprudencia y leyes en la universidad de Bolonia.

## Carrera eclesiástica
Tras doctorarse fue nombrado por Gregorio XIII juez del Capitolio y, ya bajo el pontificado de Clemente VIII, miembro del Tribunal de la Rota.
En 1612, Paulo V le nombró arzobispo de Bolonia y fue enviado, en 1616, como legado pontificio al Ducado de Saboya con la misión de mediar entre el duque Carlos Manuel I y el rey español Felipe III en su enfrentamiento por el ducado de Montferrato. En ese mismo año fue nombrado cardenal presbítero de Santa María Transportina y regresó a su ciudad natal, donde permaneció hasta que, en 1621, regresó a Roma para participar en el cónclave que habría de elegir al sucesor de Paulo V.

## Papado

### Elección
En dicho cónclave fue elegido como nuevo papa gracias a la influencia del cardenal Scipione Caffarelli Borghese y está considerado como el último pontífice en ser electo por aclamación.

### Actuación pontifical

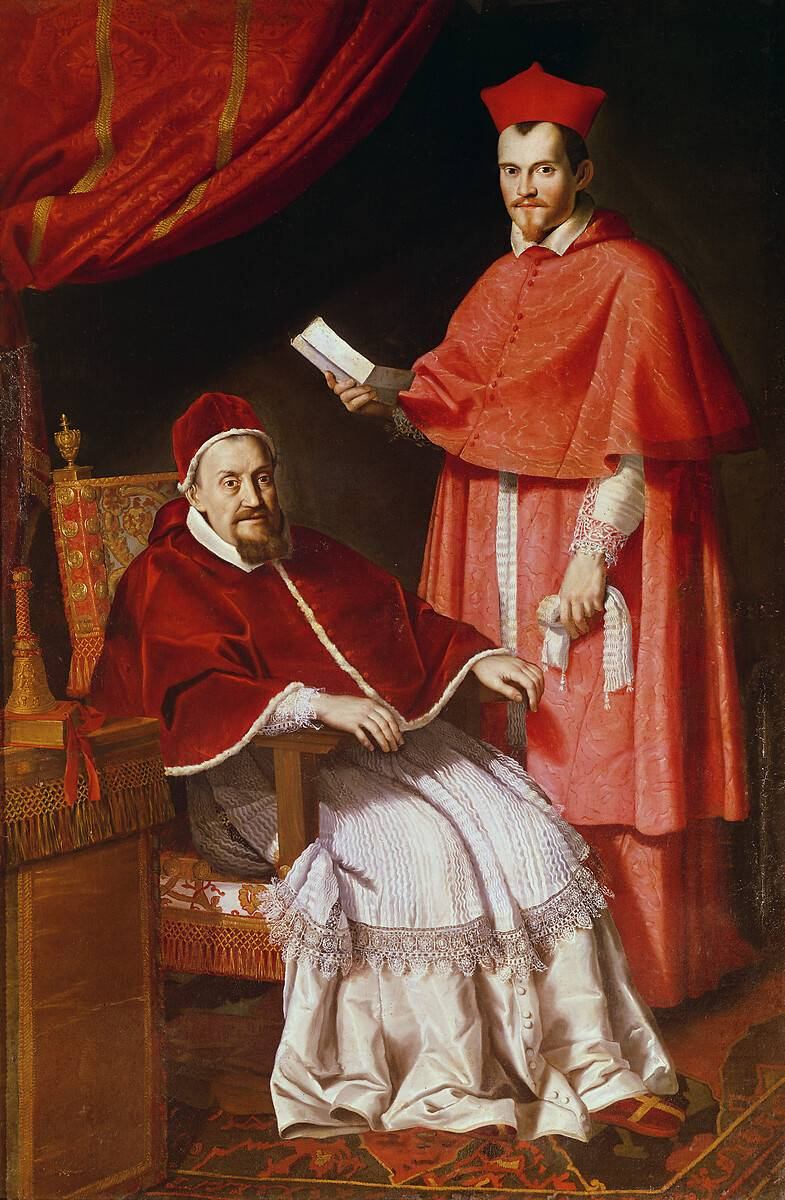
Gregorio XV retratado junto a su sobrino, el cardenal Ludovisi, por Domenichino, 1621

Su avanzada edad de 67 años y su delicado estado de salud, hicieron que se apoyase para gobernar la Iglesia en su joven sobrino Ludovico Ludovisi, a quien otorgó el capelo cardenalicio cuando solo habían transcurrido tres días desde su elección. Ese mismo día nombró a su hermano Horacio al frente de la armada papal.
Uno de los aspectos más importantes de su pontificado fue su empeño en acabar con las injerencias de las naciones europeas en las elecciones papales. En este sentido promulgó, en 1621, la bula Aeterni Patris Filius  seguida, en 1622, por la Decet Romanorum Pontificem y que recogen las normas básicas que habrían de regir a partir de entonces, y hasta la actualidad, los futuros cónclaves.
En dichas bulas se establecía que el voto sería secreto, que los cardenales no se votasen a sí mismos y se establecían tres modalidades de elección: por inspiración, por adoración y por aclamación. No obstante no se eliminó el derecho a veto por lo que la injerencia en la elección se mantuvo al menos de forma indirecta.
También promulgó la bula Inscrutabili divinae providentiae fundando, en 1622, la Congregación de la Propaganda de la Fe con la misión de difundir la fe católica en el mundo y para contrarrestar las ideas rivales de la Reforma protestante; esta fue la primera vez que se empleaba el término propaganda bajo esta acepción. En agosto del mismo año mandó publicar la bula Universi Dominici Gregis para aclarar los criterios según los cuales el sacerdote incurría en delito de solicitación a una feligresa, especialmente en el momento de la confesión.
Gregorio XV participó poco en las políticas europeas de la época, aunque asistió económicamente al emperador Fernando II de Habsburgo contra los protestantes, y a Segismundo III de Polonia contra los turcos.
También es de destacar en su pontificado la promulgación, en 1623, de la constitución Omnipotentis Dei considerada como la última ordenanza papal sobre la brujería.
Las profecías de san Malaquías se refieren a este papa como In tribulatione pacis (En la tribulación de la paz), cita que al parecer hace referencia a que logró reconciliar con grandes esfuerzos al rey de España con el duque de Saboya.

### Canonizaciones y beatificaciones
El 12 de marzo de 1622, el Papa canonizó a varios santos: Francisco Javier, Ignacio de Loyola, Isidro Labrador, Felipe Neri y Teresa de Ávila. Gregorio XV también beatificó a tres personas durante su pontificado: Ambrosio Sansedoni de Siena, Alberto Magno y Pedro de Alcántara.

### Muerte
El Papa Gregorio XV sufría de cálculos renales y otras condiciones médicas que le causaban diarrea y calambres estomacales. Después de despertarse en medio de la noche del 4 de julio, desarrolló fiebre y síntomas adicionales que contribuyeron a su muerte cuatro días después.